# Mariam Béavogui
Mariam Béavogui est une cardiologue et femme politique guinéenne.

## Carrière
Mariam Béavogui est ministre de la Santé et de l'Hygiène publique au sein du gouvernement Souaré du 19 juin au 24 décembre 2008.
Elle est vice-rectrice chargée de la recherche à l'Université Gamal Abdel Nasser de Conakry.